# Red Mesa
Red Mesa (navaho Tsé Łichííʼ Dahazkání) és una concentració de població designada pel cens dels Estats Units a l'estat d'Arizona. Segons el cens del 2000 tenia 237 habitants.

## Demografia
Segons el cens del 2000, Red Mesa tenia 237 habitants, 78 habitatges, i 52 famílies La densitat de població era de 7,2 habitants/km².
Dels 78 habitatges en un 44,9% hi vivien nens de menys de 18 anys, en un 38,5% hi vivien parelles casades, en un 25,6% dones solteres, i en un 32,1% no eren unitats familiars. En el 29,5% dels habitatges hi vivien persones soles el 5,1% de les quals corresponia a persones de 65 anys o més que vivien soles. El nombre mitjà de persones vivint en cada habitatge era de 3,04 i el nombre mitjà de persones que vivien en cada família era de 3,94.
Per edats la població es repartia de la següent manera: un 37,6% tenia menys de 18 anys, un 8,9% entre 18 i 24, un 26,6% entre 25 i 44, un 20,3% de 45 a 60 i un 6,8% 65 anys o més.
L'edat mediana era de 28 anys. Per cada 100 dones de 18 o més anys hi havia 60,9 homes.
La renda mediana per habitatge era de 22.159 $ i la renda mediana per família de 22.159 $. Els homes tenien una renda mediana de 25.357 $ mentre que les dones 25.938 $. La renda per capita de la població era de 6.836 $. Aproximadament el 33,3% de les famílies i el 43,5% de la població estaven per davall del llindar de pobresa.
El segons el cens dels Estats Units de 2010 el 81,86% dels habitants són nadius americans i el 10,97% blancs.

## Poblacions més properes
El següent diagrama mostra les poblacions més properes.